# Arichanna sinica
Arichanna sinica là một loài bướm đêm trong họ Geometridae.